# Irene Piotrowski
Irene Maria Piotrowski z domu Macijauskaitė, później Roger (ur. 9 lipca 1941 w Skaudwilach, zm. 13 sierpnia 2020 w Los Angeles) – kanadyjska lekkoatletka pochodzenia litewskiego, sprinterka, medalistka igrzysk panamerykańskich i igrzysk Imperium Brytyjskiego i Wspólnoty Brytyjskiej, dwukrotna olimpijka.

## Życiorys
Urodziła się na Litwie. W wieku trzech lat uciekła wraz z rodziną przed Armią Czerwoną. Początkowo mieszkali w Niemczech, a w 1948 wyemigrowali do Kanady, gdzie prowadzili farmę. Piotrowski ukończyła studia na Uniwersytecie Kolumbii Brytyjskiej.
Rozpoczęła międzynarodową karierę lekkoatletyczną w wieku 22 lat. Wystąpiła na igrzyskach olimpijskich w 1964 w Tokio, gdzie odpadła w półfinale biegu na 100 metrów i eliminacjach biegu na 200 metrów.
Zdobyła srebrny medal w biegu na 100 jardów (przegrywając jedynie z Dianne Burge z Australii, a wyprzedzając Jill Hall z Anglii) oraz brązowy medal w biegu na 220 jardów (za Burge i inną Australijką Jennifer Lamy), a także zajęła 4. miejsce w sztafecie 4 × 110 jardów na igrzyskach Imperium Brytyjskiego i Wspólnoty Brytyjskiej w 1966 w Kingston. 
Wywalczyła srebrny medal w sztafecie 4 × 100 metrów (w składzie: Piotrowski, Jenny Meldrum, Judy Dallimore i Jan Maddin) i brązowy medal w biegu na 100 metrów (za Amerykanką Barbarą Ferrell i Kubanką Migueliną Cobián) oraz zajęła 4. miejsce w biegu na 200 metrów na igrzyskach panamerykańskich w 1967 w Winnipeg. Odpadła w półfinale biegu na 100 metrów oraz w eliminacjach biegu na 200 metrów i sztafety 4 × 100 metrów na igrzyskach olimpijskich w 1968 w Meksyku. Na igrzyskach Brytyjskiej Wspólnoty Narodów w 1970 w Edynburgu odpadła w eliminacjach biegu na 100 metrów.
Piotrowski była mistrzynią Kanady w biegu na 100 metrów w latach 1964 i 1967–1969 i 1967, oraz w biegu na 200 metrów w 1967 i 1969. Była wicemistrzynią swego kraju w biegach na 100 metrów i na 200 metrów w 1966 i 1971 oraz brązową medalistką w biegu na 200 metrów w 1964.
Dwukrotnie poprawiała rekord Kanady w biegu na 100 metrów do czasu 11,3 s, uzyskanego 14 października 1968 w Meksyku. Była również dwukrotną rekordzistką Kanady w biegu na 200 metrów z wynikiem 23,5 s, osiągniętym 20 sierpnia 1966 w Eugene i dwukrotną w sztafecie 4 × 100 metrów do czasu 44,7 s (19 października 1968 w Meksyku).